# Damian McGinty
Damian McGinty mladší (* 9. září 1992) je zpěvák a herec z města Derry v Severním Irsku. Byl členem skupiny Celtic Thunder.
Posledních třináct let vystupuje a svou první pěveckou soutěž vyhrál dřív než mu bylo šest let. Poté, co v roce 2006 vyhrál pěveckou soutěž, velice se tím zviditelnil a začal vystupovat na různých koncertech. 21. srpna 2011 byl vyhlášen jedním z výherců reality show The Glee Project, kde vyhrál účinkování v televizním seriálu Glee po 7 epizod.

## Diskografie

### Koncerty Celtic Thunder
- Celtic Thunder (2008)
- Act Two (2008)
- Take Me Home (2009)
- It's Entertainment! (2010)
- Christmas (2010)
- Heritage (2011)
- Celtic Thunder: Storm (DVD) (2011)

## Filmografie
| Rok  | Název            | Role          | Poznámky                         |
| ---- | ---------------- | ------------- | -------------------------------- |
| 2011 | The Glee Project | Sám sebe      | Vítěz (účinkoval v 10 epizodách) |
| 2011 | Glee             | Rory Flanagan | Role v 3. sérii Glee po 7 epizod |

## Osobní život
Jeho rodina včetně jeho otce Damiana McGintyho staršího, matky Joanne, sestry Gemmy a bratra Emmetta žije v Derry v Severním Irsku.